# Sultan (Würfelspiel)
Sultan ist ein einfaches Würfelspiel mit Einsätzen, das mit einem einzelnen Würfel und einem Würfelbecher gespielt wird. Die Anzahl der Mitspieler ist beliebig.

## Spielweise

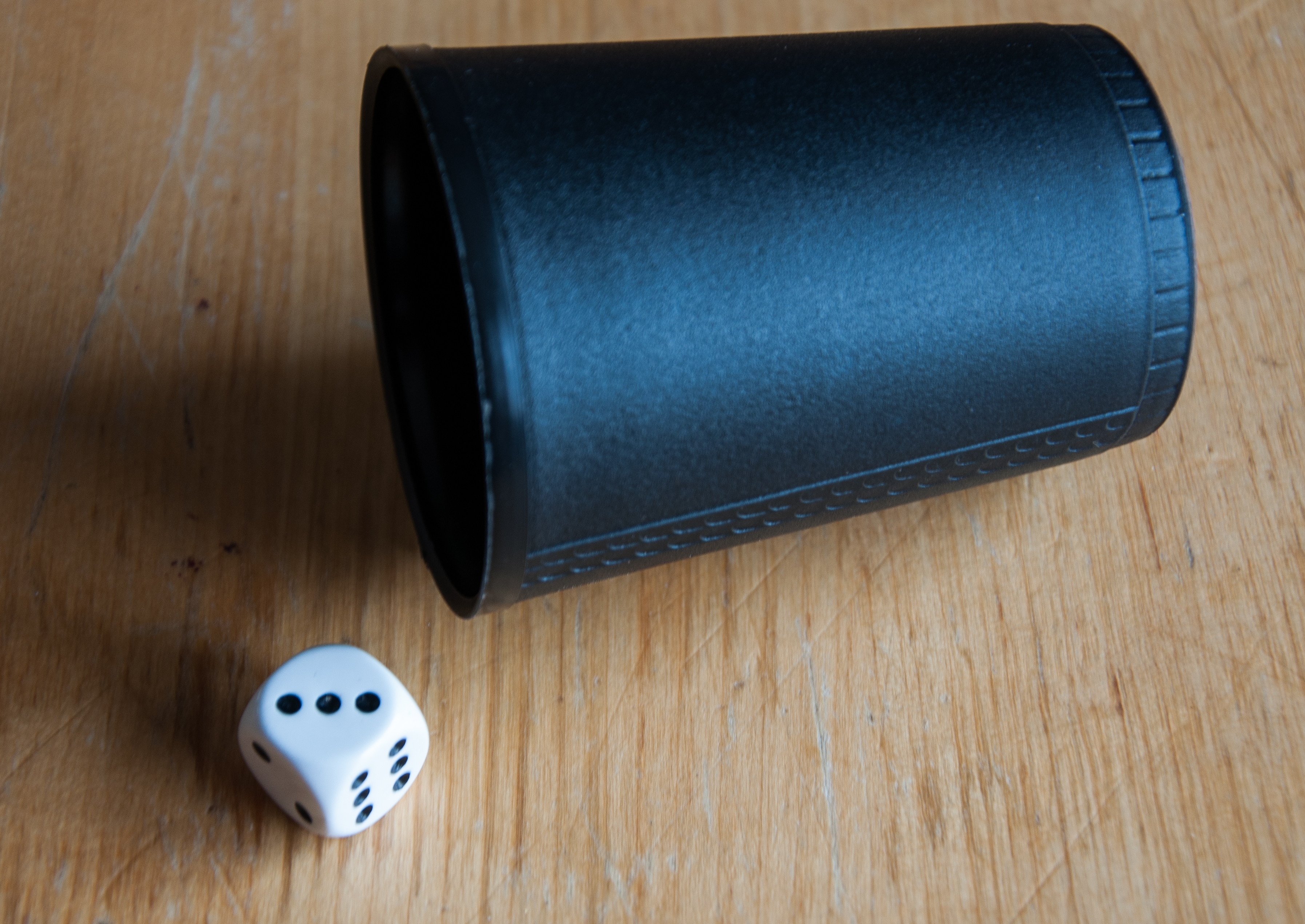
Sultan wird mit einem einzelnen Würfel und Würfelbecher gespielt.

In dem Spiel wird reihum gewürfelt. Wer zuerst eine Sechs wirft, wird „Sultan“ und schreibt allen anderen Mitspielern vor, welche Würfelzahl als Trumpf oder „Sultans-Zahl“ gespielt wird. Die Mitspieler würfeln weiter reihum und jeder Spieler, der keinen Trumpf wirft, muss einen Einsatz, etwa einen Cent, eine Spielmarke oder ein Streichholz, an den Sultan zahlen. Wirft ein Mitspieler die Trumpfzahl, wird er vom Sultan in Höhe der Augenzahl der Sultans-Zahl ausbezahlt. Sobald ein Mitspieler eine Sechs würfelt, löst er den aktuellen Sultan ab und kann nun selbst eine Sultans-Zahl bestimmen.

## Belege
1. 1 2  „Sultan“ In: Robert E. Lembke: Das große Haus- und Familienbuch der Spiele. Lingen Verlag, Köln o. J.; S. 240.
2. ↑  „Sultan“ In: Claus Voigt, Helmut Steuer: Das große Humboldt Spielebuch. Schlütersche, 2004; S. 61. (Google Books)